# Viktor Zaslavskij
Viktor L'vovič Zaslavskij (in russo Виктор Львович Заславский?; Leningrado, 26 settembre 1937 – Roma, 26 novembre 2009) è stato uno storico canadese di origine sovietica, noto anche nella traslitterazione anglosassone Victor Zaslavsky. Era specializzato nello studio dei rapporti tra Italia e Unione Sovietica (in particolare, tra PCI e PCUS) dal 1945 al 1989.

## Biografia
Laureato in storia presso l'Università statale di Leningrado, fu professore ordinario di sociologia politica presso la facoltà di scienze politiche dell'università Luiss Guido Carli di Roma.
Il suo saggio Togliatti e Stalin, scritto in collaborazione con la moglie Elena Aga Rossi, anche lei storica, si basa su documenti inediti provenienti dagli archivi di Mosca, aperti al pubblico dopo la caduta del Comunismo, riguardanti l'attività del PCI (in particolare la cosiddetta "svolta di Salerno") e la politica italiana dell'immediato dopoguerra. Contiene le sue traduzioni dei rapporti ai suoi superiori dell'ambasciatore sovietico in Italia Michail Kostylёv.
Zaslavskij ha collaborato con i quotidiani Il Messaggero e L'Occidentale. È stato consulente della Commissione parlamentare d'inchiesta sul terrorismo in Italia e sulle cause della mancata individuazione dei responsabili delle stragi, che ha affidato a Zaslavskij il compito di far luce sull'apparato paramilitare del PCI.

## Premi e riconoscimenti
Nel 2009 ha vinto il Premio Ignazio Silone, assegnatogli alla memoria, perché scomparso pochi giorni prima della cerimonia di premiazione.

## Opere
- Viktor Zaslavskij, Il dottor Petrov parapsicologo, Sellerio Editore, Palermo, 1984
- Viktor Zaslavskij, Dopo l'Unione Sovietica. La perestroika e il problema delle nazionalità, Il Mulino, 1991
- Viktor Zaslavskij, La Russia senza soviet, Ideazione, 1996
- Viktor Zaslavskij, Storia del sistema sovietico. L'ascesa, la stabilità, il crollo, Carocci, 2001
- Viktor Zaslavskij, Lo stalinismo e la sinistra italiana, Milano, Mondadori, 2004, pp. 275
- Lev Gudkov, Viktor Zaslavskij, La Russia postcomunista. Da Gorbaciov a Putin, Editore Luiss University Press, 2005
- Viktor Zaslavskij, Pulizia di classe. Il massacro di Katyn, Il Mulino, 2006
- Elena Aga Rossi, Viktor Zaslavskij, Togliatti e Stalin. Il PCI e la politica estera staliniana negli archivi di Mosca, Il Mulino, 2007.